# اولگا ایانچوک
اولگا ایانچوک (اوکراینی: Ольга Юріївна Янчук؛ زادهٔ ۲۹ مارس ۱۹۹۵) تنیس‌باز اهل اوکراین است.